# NGC 5677
NGC 5677 este o infrared source⁠(d) situată în constelația Boarul. A fost descoperită în 17 februarie 1785 de către William Herschel. Se află la o distanță de 72,8 de megaparseci de Pământ.